# Chalkeió
Chalkeió (Chalkios) är en ort i Grekland.   Den ligger i prefekturen Chios och regionen Nordegeiska öarna, i den östra delen av landet, 210 km öster om huvudstaden Aten. Chalkeió ligger 58 meter över havet och antalet invånare är 950. Den ligger på ön Chios.
Terrängen runt Chalkeió är varierad. Havet är nära Chalkeió österut. Närmaste större samhälle är Chios, 5,0 km nordost om Chalkeió. 